# Sœurs missionnaires franciscaines du Verbe Incarné
Les Sœurs missionnaires franciscaines du Verbe Incarné sont une congrégation religieuse féminine enseignante et hospitalière de droit pontifical.

## Histoire
La congrégation est fondée le 10 décembre 1929 à Reggio d'Émilie par Louise Ferrari, en religion Jeanne-Françoise du Saint Esprit, qui fait profession religieuse avec six compagnes, des mains du frère capucin Daniel Coppini (1867-1945). La première maison est ouverte à Motta Filocastro, près de Limbadi en Calabre.
En 1945, les premières constitutions sont rédigées, révisées à la suite de l'agrégation des frères mineurs capucins le 23 février 1946. L'approbation diocésaine de l'institut est donnée le 2 juillet 1947 et  le décret de louange est daté du 9 juin 1972.
Le désir de s'ouvrir à l'action missionnaire devient réalité en 1948, à l'invitation du Père Agatangelo Carpaneto da Langasco (1904-1976), procureur général du capucins. En janvier 1949, la première maison est ouverte à Maldonado  suivie de celle de Fraile Muerto en 1950.

## Activités et diffusion
Elles se dédient aux œuvres caritatives, à l'enseignement et aux soins des malades.
Elles sont présentes en : 
- Europe : Italie.
- Amérique : Bolivie, Brésil, Uruguay.

La maison-mère est à Fiesole.
En 2017, la congrégation comptait 151 sœurs dans 28 maisons.